# Emarginula retecosa
Emarginula retecosa is een slakkensoort uit de familie van de Fissurellidae. De wetenschappelijke naam van de soort is voor het eerst geldig gepubliceerd in 1851 door A. Adams.